# ImageShack
ImageShack는 이미지 호스팅 사이트이다. 구독 서비스도 하고 있지만, 수익의 대부분은 호스팅하고 있는 무료 이미지 내용에 맞는 광고에서 얻고 있었다. 하지만, 현재는 US $ 20.00 / 년 전체 유료제로 바뀌었다.